# Ratolí comú
El ratolí comú, ratolí domèstic, ratolí de casa o rat furet (a la Catalunya Nord) (Mus musculus) és una espècie de ratolí del gènere Mus.
És un important organisme model utilitzat en la recerca científica en biologia i medicina i és l'animal mamífer més utilitzat en l'enginyeria genètica.

## Característiques
El ratolí adult arriba a fer (del nas a la cua) de 7,5 a 10 cm de llarg. Pesa de 10 a 25 grams. El color varia de marró clar a negre i té el pèl curt.

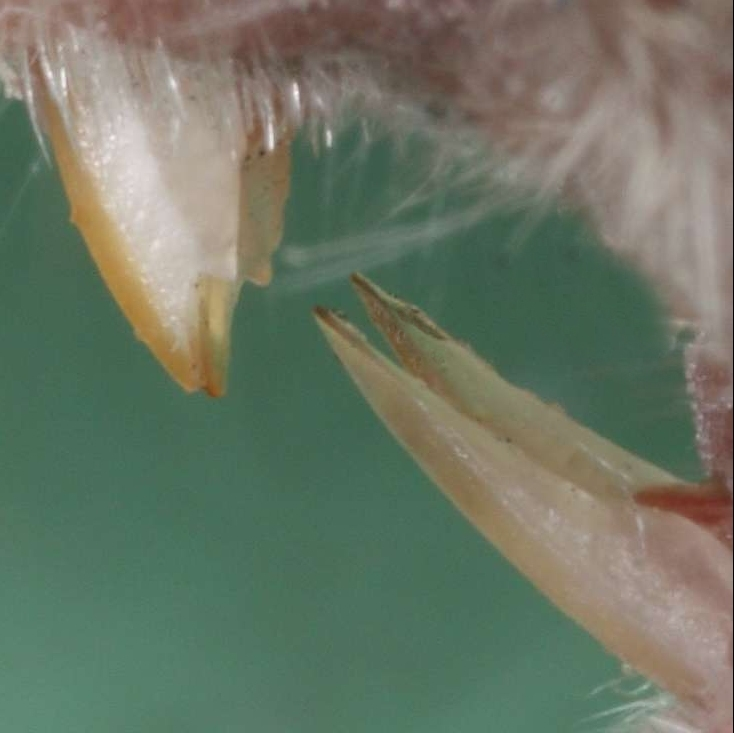
Incisives superiors

Els mascles i femelles joves són molt similars, les femelles tenen cinc parells de glàndules mamàries. Els mascles no tenen mugrons.

## Subespècies
Se'n reconeixen tres:
- Mus (musculus) musculus (Est d'Europa)
- Mus (musculus) castaneus (Sud-est d'Àsia)
- Mus (musculus) domesticus (Oest d'Europa)

A la Península Aràbiga s'ha trobat recentment una altra subspècie
- Mus musculus gentilulus

## Comportament

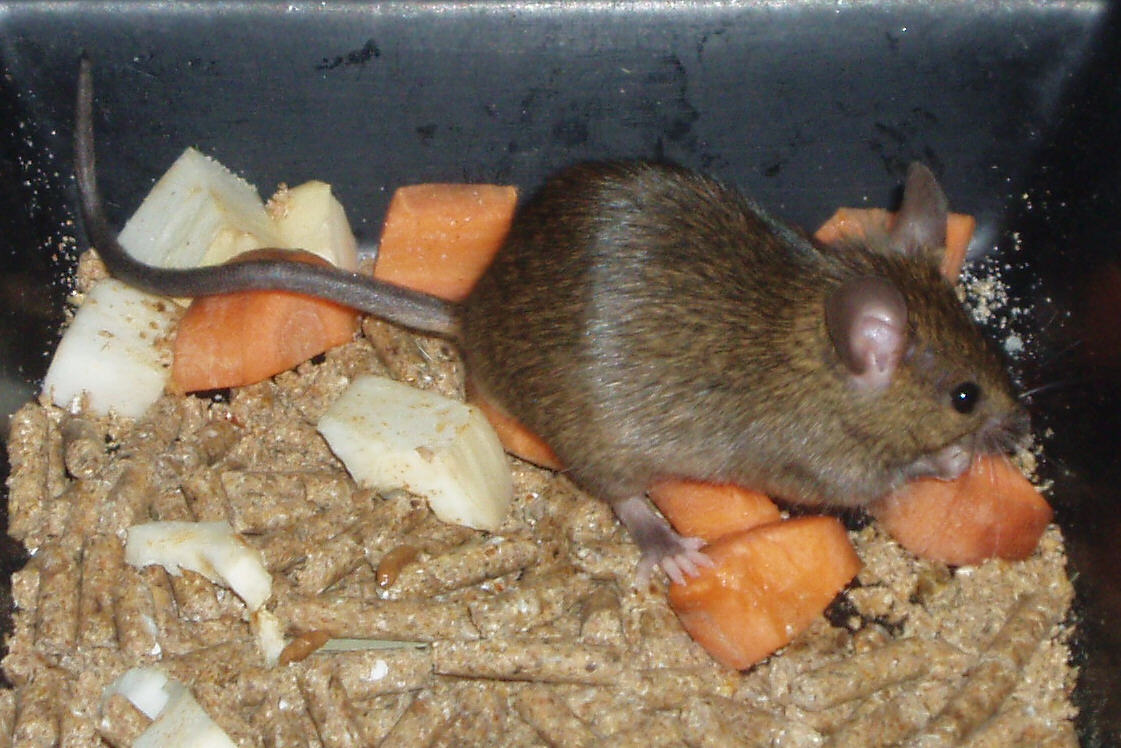
Menjant

Quan menja, lluita o s'orienta, el ratolí comú, s'aguanta només en les potes del darrere, suportats per la cua. Quan corren la cua serveix per compensar el moviment. Els ratolins comuns són més actius al crepuscle o a la nit. Els ratolins són territorials i un mascle dominant acostuma a viure amb diverses femelles i els ratolins joves.
S'alimenten principalment de matèria vegetal però accepten carn i productes làctics. Beuen aigua però en necessiten molt poca i aprofiten la continguda en els aliments. Poden menjar els seus excrements per aprofitar-ne els nutrients, no vomiten.
Els ratolins tenen por de les rates que els poden matar i menjar parcialment, per això no acostumen a viure junts rates i ratolins. A Austràlia en alguns llocs sí que viuen junts.

### Sentits i comunicació
En ser animals principalment nocturns gairebé no tenen una visió dels colors. Tenen un gran sentit de l'oïda i perceben ultrasons probablement fins a 100 kHz. El ratolí de casa també utilitza les feromones per a la comunicació social. L'orina dels mascles té una forta i característica olor.

### Reproducció

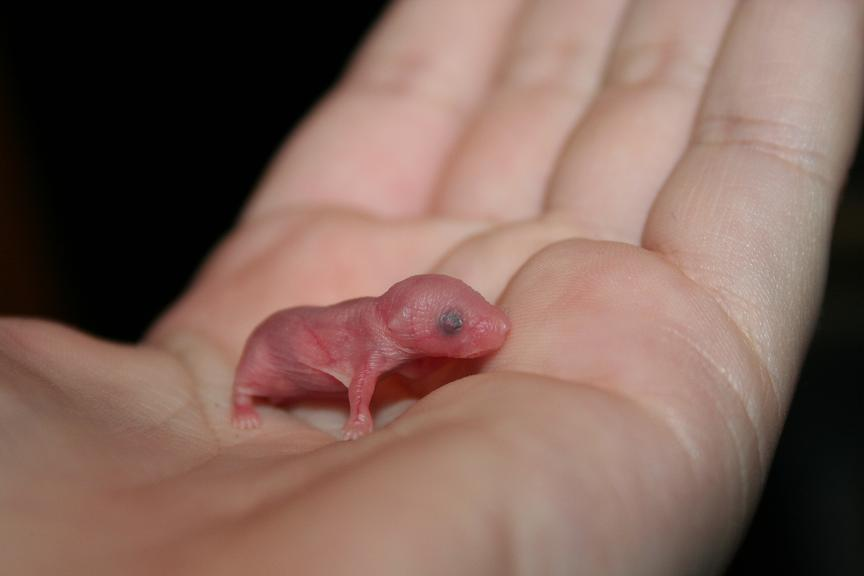
un cadell de 4 dies

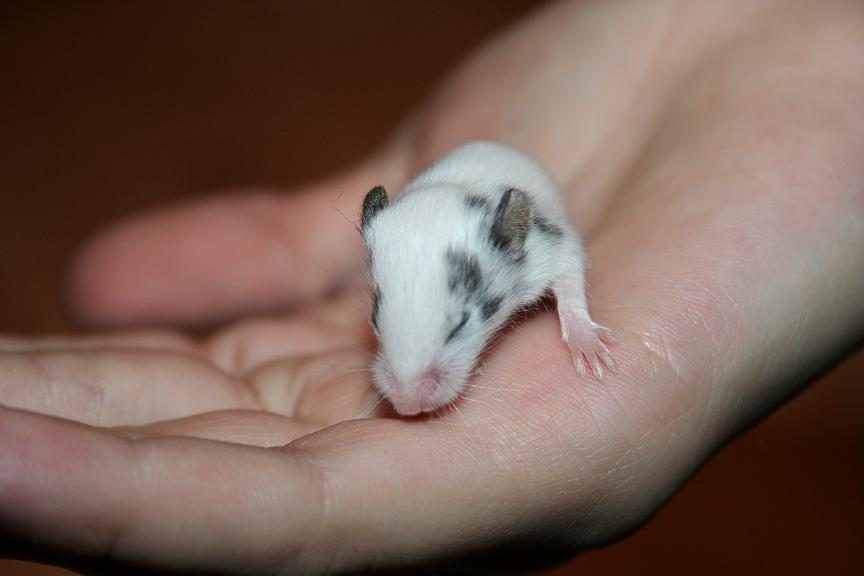
Un cadell de dues setmanes just abans d'obrir els ulls

Els ratolins femelles tenen un cicle estrogènic de 4 a 6 dies. Els ratolins mascles criden a les femelles amb ultrasons de complexitat semblant a la dels cants dels ocells. Després de la copulació la femella desenvolupa una estructura vaginal que impedeix una posterior copulació. El període de gestació és de 19–21 dies, i tenen de 3-14 cadells. Una femella pot tenir de 5 a 10 parts per any. Els ratolins silvestres només viuen un any de mitjana per la gran depredació a la que estan sotmesos. Sota protecció poden viure tres anys.

## Ratolins comuns en el laboratori

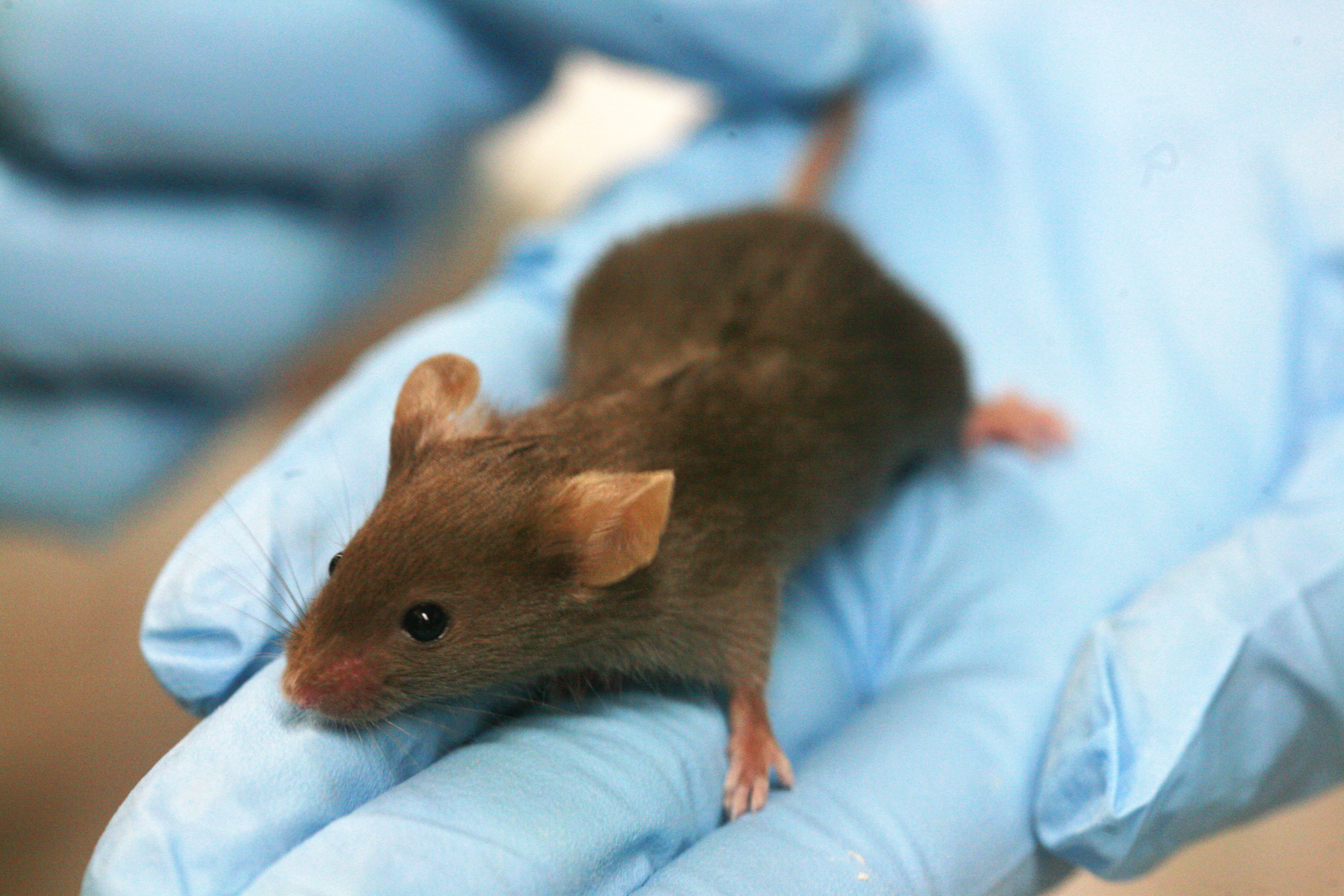
Ratolí de laboratori

Els ratolins de laboratori no estan dins les lleis generals de protecció dels animals però se'n segueixen uns protocols. Els ratolins comuns s'utilitzen en la recerca biològica i en psicologia especialment per tractar-se de mamífers i ser fàcils de mantenir i manipular, es reprodueixen ràpidament i tenen un alt grau d'homologia biològica amb els humans. El genoma d'aquesta espècie ha estat seqüenciat i molts gens són homòlegs amb els humans.
La majoria de ratolins de laboratori són híbrids de subespècies normalment de les anomenades Mus musculus domesticus i Mus musculus musculus. Presenten gran varietats de colors i també albins. Moltes de les poblacions de laboratori, però no totes, són genèticament idèntics per facilitar les investigacions.
Des de 1998, ha estat possible clonar ratolins comuns partint de cèl·lules d'animals adults.